# Coccidoctonus lowelli
Coccidoctonus lowelli är en stekelart som först beskrevs av Girault 1922.  Coccidoctonus lowelli ingår i släktet Coccidoctonus och familjen sköldlussteklar. Inga underarter finns listade i Catalogue of Life.